# 恒河女神
恒河女神（梵语：गंगा）印度教神話中的提毗，聖河恆河的人格化，音譯爲甘加、殑伽等。

## 简介
按照印度神话，恒河女神为雪山神（喜马拉雅山的人格化）的女儿，雪山神女的妹妹。恒河女神的形象通常是一位有四只手臂的美丽女郎，两手持净瓶，两手持莲花。她的坐骑是海兽摩伽罗（这一搭配始于笈多王朝）。

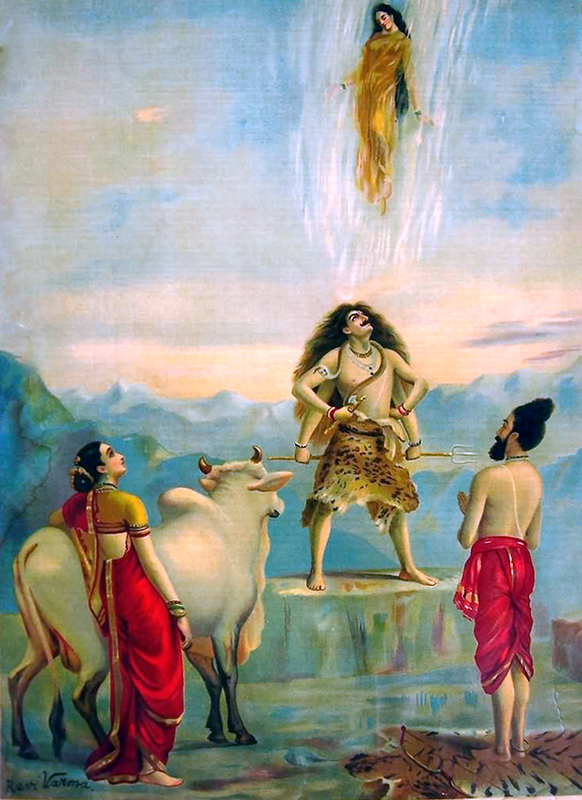
银河下凡

与恒河女神有关的神话主要包括银河下凡的故事和毗湿摩出世的故事。
有一则神话是说毗湿奴曾经有三个妻子，即辩才天女、具財天女和恒河女神，她们三人在一起总是爱争吵，毗湿奴厌倦了这种日子，于是留下具財天女，並将辩才天女送给梵天，恒河女神送给湿婆。這可能是一種隱喻，辯才（智慧）、財富與永恆三種好處，難以同存。

### 毗湿摩的出生
月亮王朝的国王福身王（史诗摩诃婆罗多中敌对双方俱卢族与般度族的共同始祖）的父亲波罗底波曾经告诉他，已经为他定好了一位妻子，但结婚之后决不能探询妻子的来历或干涉她的行为。后来有一天福身王在恒河边散步时看见一位美丽的女郎，女郎向他提出与上文完全一致的条件，于是福身王就高兴地和她结婚了。这位女郎就是恒河女神。女神嫁给福身王的原因如下：天上的8位婆苏神得罪了极裕仙人（因他们偷走如意神牛），受到仙人的诅咒被贬到凡间。他们只好向极裕仙人求情，最后仙人答应他们其中七人可以在出生之后立刻返回天界，只有偷牛的主谋神光神波罗跋娑必须得在人间待一辈子。众婆苏神又找到恒河女神，请求她也下凡当他们在凡间的母亲。好心的女神答应了，于是化身为凡人嫁给福身王。恒河女神与福身王结婚后，8位婆苏神依次出生，而女神一生下孩子就把他扔进恒河里淹死，这样婆苏神就升天了。福身王虽然不能理解，但碍于誓言也只好看着自己的儿子一个个被淹死。但是当第8位天神（即神光神）出生时，福身王再也忍受不了这种暴行，阻止了女神，结果违反了那个誓言。恒河女神告诉了他全部真相之后就返回天界去了，神光神也应了那个诅咒而留在凡间（但被带离父亲13年）。神光神在人间的化身即毗湿摩，是摩诃婆罗多中难敌一方（俱卢族）最主要的英雄。

## 佛教
佛教中，恆河女神是雨寶持世菩薩的化現。

## 资料来源
- 《印度两大史诗研究》，ISBN 7-301-04897-1
- 《世界神话辞典》，辽宁人民出版社，ISBN 7-205-00960-X